# Germán Montoya
 Marcelo Germán Montoya (Ciudad de Córdoba, Argentina; 23 de enero de 1983) es un exfutbolista argentino que jugaba como arquero.

## Biografía
Germán Montoya debutó en Primera División con Belgrano en el año 2001. Sin embargo, sólo jugó 3 partidos antes del descenso del equipo a la Primera "B" Nacional. En dicha categoría tuvo más participación, gracias a la ida de Juan Carlos Olave a Gimnasia (La Plata). En 2006 Belgrano logró el ascenso nuevamente, y para su participación en primera incorporó a préstamo a Ezequiel Medrán, de Boca Juniors. A pesar de esto, Montoya se mantuvo como titular en el equipo siendo figura. Varios clubes se disputaron su incorporación, al inicio de la temporada 2007/08 el pase del arquero fue adquirido por Vélez Sarsfield. En el Clausura 2009, "El Fortín" se consagra campeón en séptima oportunidad a nivel nacional con la asistencia perfecta del guardameta cordobés. La valla menos vencida del torneo lo acreditó al Premio Ubaldo Matildo Fillol oficializado por la Asociación del Fútbol Argentino
La temporada 2013/14 la disputaría en el arco de Colón.
En el 2.º semestre del 2014 abandona Colón y se incorpora al Independiente. El rojo compró un 25% de su pase por u$s 500.000 y firmó contrato por 18 meses. Solo atajó un partido por Copa Argentina frente Alianza Coronel Moldes donde recibió un gol, luego Independiente ganaría el partido 4 a 1 por penales donde Germán atajó dos.
En busca de mayor continuidad parte a Atlético de Rafaela.

### Vida personal
Tiene 7 hermanos, él es el menor. Son 5 mujeres y 3 varones. Jugando balonmano fue campeón de la ciudad en un intercolegial.

## Clubes
| Club                | País                | Año                 | PJ  | Goles rec. | Prom. |
| ------------------- | ------------------- | ------------------- | --- | ---------- | ----- |
| Belgrano            | Argentina           | 2001 - 2007         | 67  | +70        | ?     |
| Vélez Sarsfield     | Argentina           | 2007 - 2013         | 124 | 130        | 1,04  |
| Colón               | Argentina           | 2013 - 2014         | 38  | 38         | 1,00  |
| Independiente       | Argentina           | 2014 - 2015         | 1   | 1          | 1,00  |
| Atlético de Rafaela | Argentina           | 2016                | 8   | 19         | 2,37  |
| Belgrano            | Argentina           | 2016 - 2018         | 1   | 0          | 0,00  |
| Estudiantes (SL)    | Argentina           | 2018 - 2020         | 59  | 55         | 0,93  |
| Aurora              | Bolivia             | 2021                | 23  | 32         | 1,39  |
| Villa Dálmine       | Argentina           | 2022                | 10  | 19         | 1,90  |
| Agropecuario        | Argentina           | 2022                | 1   | 2          | 2,00  |
| Total en su carrera | Total en su carrera | Total en su carrera | 332 | +366       | ?     |

## Palmarés

### Títulos nacionales
| Título           | Club            | Sede         | Año     |
| ---------------- | --------------- | ------------ | ------- |
| Primera División | Vélez Sarsfield | Buenos Aires | C-2009  |
| Primera División | Vélez Sarsfield | Buenos Aires | C-2011  |
| Primera División | Vélez Sarsfield | Buenos Aires | I-2012  |
| Primera División | Vélez Sarsfield | Mendoza      | 2012/13 |

### Distinciones individuales
| Premio                | Club            | País      | Año  |
| --------------------- | --------------- | --------- | ---- |
| Ubaldo Matildo Fillol | Vélez Sársfield | Argentina | 2009 |